# کتابخانه بابل
کتابخانه بابل (انگلیسی: The Library of Babel) نام داستان کوتاهی نوشته خورخه لوئیس بورخس است که در سال ۱۹۴۱ در مجموعه داستان باغ گذرگاه‌های هزارپیچ به چاپ رسید.